# (21395) Albertofilho
Albertofilho (asteroide n.º 21395) es un asteroide del cinturón principal, a 1,9323394 UA. Posee una excentricidad de 0,1310407 y un período orbital de 1 211,21 días (3,32 años).
Albertofilho tiene una velocidad orbital media de 19,97334289 km/s y una inclinación de 6,06819º.
Este asteroide fue descubierto en 20 de marzo de 1998 por LINEAR.